# Borczyniec śródziemnomorski
Borczyniec śródziemnomorski (Carpocoris mediterraneus) – gatunek pluskwiaka z podrzędu różnoskrzydłych i rodziny tarczówkowatych.

## Taksonomia
Gatunek ten opisany został w 1958 roku przez Livio Tamaniniego z dwoma podgatunkami: C. m. mediterraneus i C. m. atlanticus. W 2007 roku Ribes i współpracownicy na podstawie badań morfologicznych zsynonimizowali ten gatunek z Carpocoris fuscipennis. W 2013 Lupoli i inni opublikowali wyniki badań morfologicznych, biogeograficznych i molekularnych, na podstawie których przywrócili gatunek C. mediterraneus z dwoma podgatunkami.

## Morfologia
Pluskwiak o ciele długości od 11 do 13 mm. Przedplecze jest szersze od odwłoka i wyraźnie szersze niż półpokrywy, u podgatunku nominatywnego ma kąty barkowe zaokrąglone, zaś u C. m. atlanticus ostre i wystające. Przy przedniej krawędzi przedplecza występować mogą czarne plamki i krótkie paski. Tarczka ma krawędzie boczne prawie proste, pozbawione wyraźnych wcięć. Ubarwienie tarczki często odznacza się pięcioma lub sześcioma czarnymi kropkami, ale czasem zanikają one całkowicie. Listewka brzeżna odwłoka jest ma naprzemienne elementy czarne i pomarańczowoczerwone. W narządach rozrodczych samca wyrostek szczytowy paramer z dwoma ząbkami. Odnóża u podgatunku nominatywnego zawsze, a u C. m. atlanticus niekiedy pomarańczowe.

## Ekologia i występowanie
Owad ten zasiedla pobrzeża lasów, zarośla, łąki, parki, ogrody i przydroża. Jest fitofagiem ssącym soki roślinne, nasiona i owoce. Postacie dorosłe chętnie żerują na pietruszce zwyczajnej.
Występuje w Portugalii, Hiszpanii, Maroku, Francji, Algierii, Tunezji, na Półwyspie Kornwalijskim, Sardynii, Korsyce, w południowo-wschodnich Niemczech, Austrii, południowo-zachodniej Słowacji, Węgrzech, Słowenii, Chorwacji, Bośni i Hercegowinie, Czarnogórze, Serbii, Albanii, Macedonii Północnej, południowej Rumunii, Bułgarii, Turcji, na Cyprze, w Syrii, Libanie, Izraelu, północno-wschodnim Egipcie, Gruzji, Armenii, Azerbejdżanie, rosyjskim wybrzeżu Morza Czarnego, w tym na Krymie, północnym Iraku i północnym Iranie.